# Jake Pemberton
Jake Pemberton (in ebraico ג 'ייק פמברטון‎?; Highlands Ranch, 12 gennaio 1996) è un ex cestista statunitense con cittadinanza israeliana.